# Deniss Vasiļjevs
Deniss Vasiļjevs (Daugavpils, 9 de agosto de 1999) es un deportista letón que compite en patinaje artístico, en la modalidad individual. Ganó la medalla de bronce en el Campeonato Europeo de Patinaje Artístico sobre Hielo de 2022,es subcampeón del MK John Wilson Trophy del 2022, cuatro veces medallista de la Serie Challenger de la ISU (es campeón del Nebelhorn Trophy del 2020) y siete veces campeón nacional de Letonia (2016–18, 2020, 2022–24).
El año 2016, se convirtió en subcampeón de los Juegos Olímpicos de la Juventud y ganó dos medallas de plata en la serie junior del Grand Prix. 

## Biografía
Vasiljevs creció en Daugavplis, Letonia. Su madre fue bailarina.El año 2016 se mudó a Champery, Suiza, para entrenar con el patinador suizo Stéphane Lambiel, pero continuó sus estudios en Letonia.Vasiljevs habla cuatro idiomas: letón, ruso, francés e inglés.
En la Escuela de Patinaje de Suiza, Vasiljevs ayuda en el entrenamiento de jóvenes patinadores.En el año 2024, se graduó de la Universidad de Daugavpils con una maestría en Liderazgo y Administración, su tesis se tituló "Liderazgo Efectivo en el Patinaje en Letonia".

## Carrera
Vasiljevs comenzó a patinar el 2002, porque tenía una constitución enfermiza,sus padres le llevaron a hacer deportes, primero natación y luego patinaje. Durante el año 2010, lo llevaron a entrenar a Paris, Francia con la entrenadora lituana Ingrida Snieškienė. Durante el año escolar, pasaba tiempo entrenando en Daugavplis. Sus inspiraciones en el patinaje incluyen a Stéphane Lambiel, Daisuke Takahashi, Patrick Chan, y Javier Fernández.

## Programas
| Temporada | Programa corto | Programa libre | Exhibición |
| --------- | --- | --- | --- |

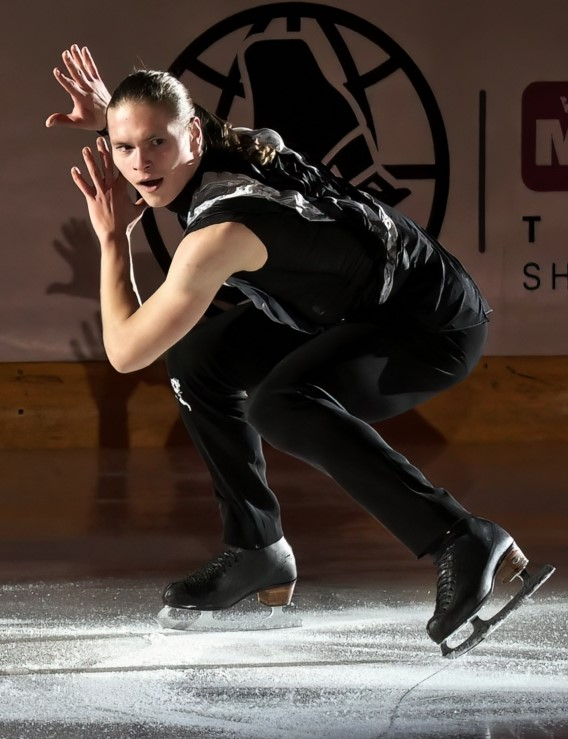
Vasiljevs en la gala de exhibición del MK John Wilson Trophy del 2022.

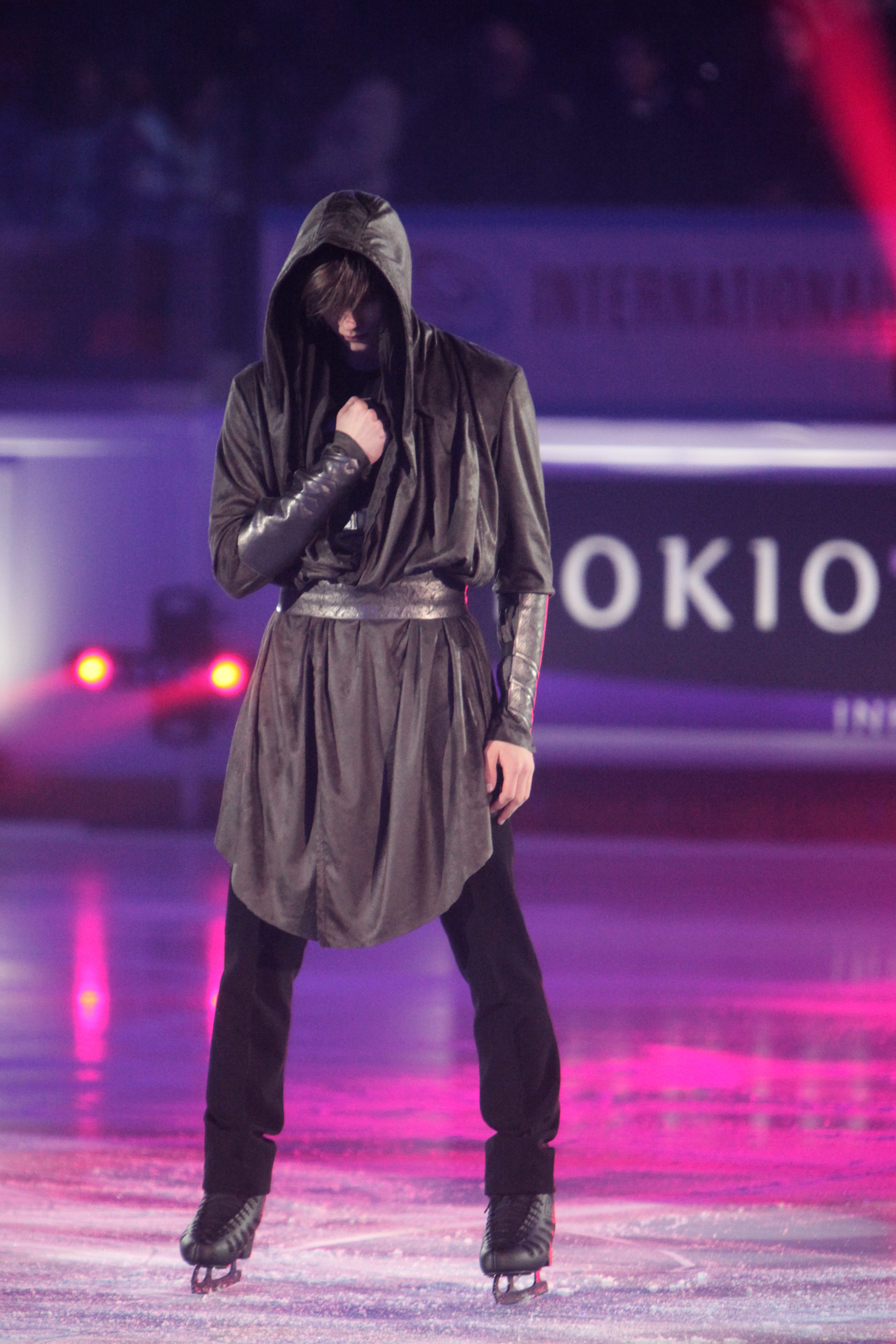
Vasiljevs en la gala de exhibición de los Internacionales de Francia del 2018

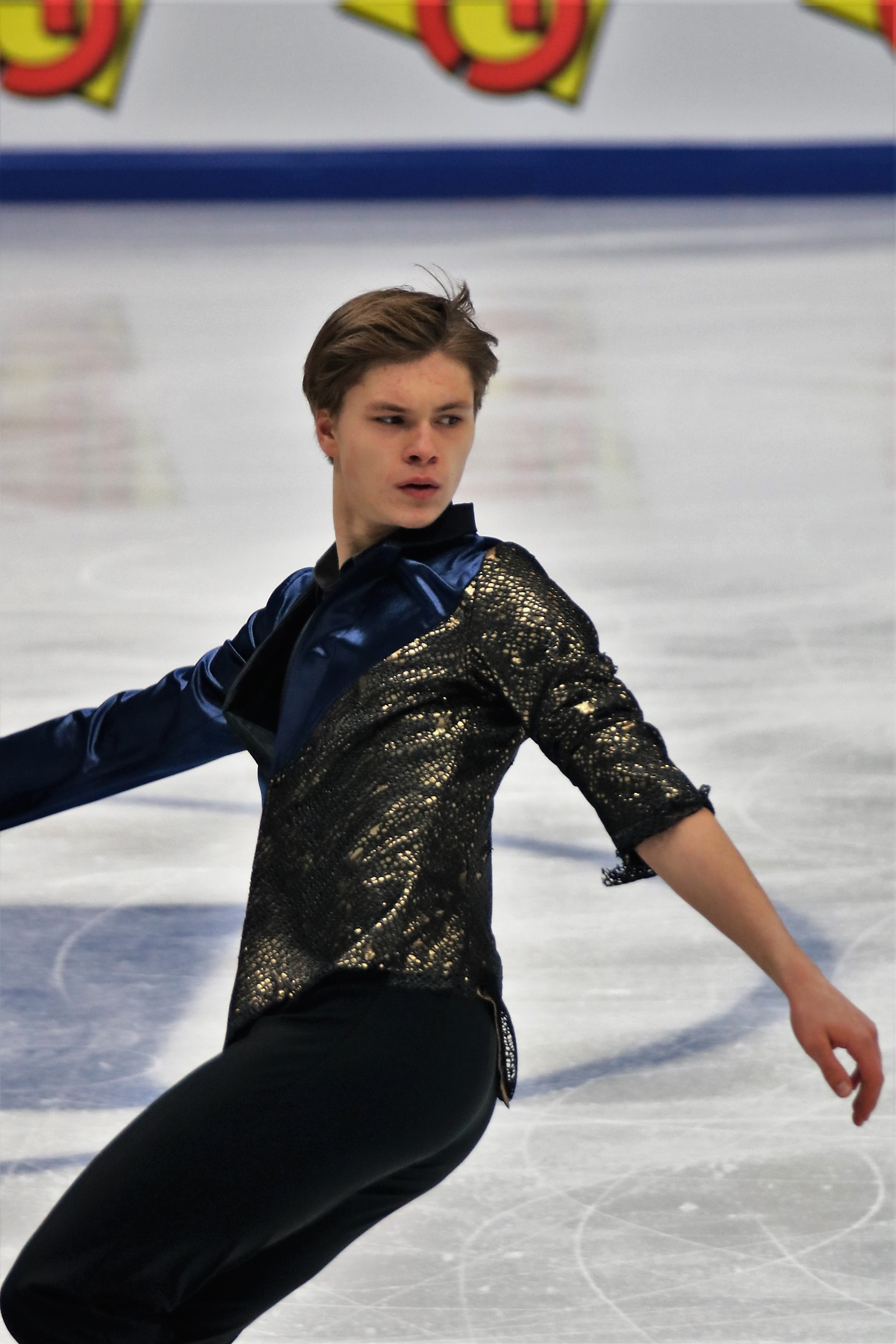
Vasiljevs en el Campeonato Europeo del 2018.

| 2024–2025 | - Helix de Justice coreografía por Stéphane Lambiel | La Bayadère - Acto III: 37. Introduction - Acto II: 28. Dance of the Indians - Acto III: 47. Variation - Nikiya and Solor de Ludwig Minkus, Evergreen Symphony Orchestra & Kevin Galiè coreografía por Stéphane Lambiel, Vadim Muntagirov | - Georgia on My Mind de Ray Charles - In the Air de Alexandra Stréliski - In the Air Tonight de Phil Collins por Judith Hill |
| 2023–2024 | - Hallelujah de Leonard Cohen por Thomas Feiner coreografía por Shae-Lynn Bourne                                                                                                 | The Lion King - The Rightful King de Hans Zimmer - He Lives in You de Lebo M por Kesha Shantrell y Matt Bloyd coreografía por Stéphane Lambiel - Blues Deluxe de Joe Bonamassa coreografía por Stéphane Lambiel                           | - In the Air de Alexandra Stréliski - In the Air Tonight de Phil Collins por Judith Hill                                     |
| 2022–2023 | - Englishman in New York de Sting por Sting & Royal Philharmonic Concert Orchestra coreografía por Salome Brunner                                                                | - Symphony No. 9 de Antonín Dvořák coreografía por Stéphane Lambiel | - Dos Oruguitas (Encanto) de Lin-Manuel Miranda por Lang Lang, Sebastián Yatra - Midnight Sky de Miley Cyrus por Momento     |
| 2021–2022 | - Sarakiz: II. Romanza de Karl Jenkins por Marat Bisengaliev & London Symphony Orchestra - The Battle Drums (Princess Mononoke) de Joe Hisaishi coreografía por Stéphane Lambiel | - Romeo and Juliet de Serguéi Prokófiev coreografía por Stéphane Lambiel, Kateryna Shalkina | - Iron de Woodkid coreografía por Sarah Dolan - It's a Sin de Elton John and Years & Years coreografía por Stéphane Lambiel  |
| 2020–2021 | - Le Grand Tango de Astor Piazzolla por Gidon Kremer coreografía por Stéphane Lambiel                                                                                            | - Romeo and Juliet de Serguéi Prokófiev coreografía por Stéphane Lambiel, Kateryna Shalkina | |
| 2019–2020 | - Two Men In Love de The Irrepressibles coreografía por Sarah Dolan - Bloodstream de Tokio Myers coreografía por Salome Bruner                                                   | - Lotus Feet de Steve Vai coreografía por Stéphane Lambiel | - Bloodstream de Tokio Myers                                                                                                 |
| 2018–2019 | - Papa Was a Rollin' Stone de Norman Whitfield y Barrett Strong por Phil Collins coreografía por Stéphane Lambiel                                                                | - A Way of Life - Red Warrior - A Hard Teacher - Idyll's End (The Last Samurai) de Hans Zimmer - Strobe's nanafushi (Satori Mix) de Kodō coreografía por Kenta Kojiri                                                                     | - Iron de Woodkid coreografía por Sarah Dolan                                                                                |
| 2017–2018 | - Recondita armonia de Giacomo Puccini coreografía por Stéphane Lambiel | - Put the Blame on Mame de it - Anyone to Love de Michael Bublé - Sway de Michael Bublé coreografía por Stéphane Lambiel | - They Live in You (The Lion King) de Mark Mancina, Jay Rifkin coreografía por Stéphane Lambiel                              |
| 2016–2017 | - Voodoo Child de Stevie Ray Vaughan coreografía por Stéphane Lambiel | - Las Cuatro Estaciones de Antonio Vivaldi arreglo de Max Richter coreografía por Stéphane Lambiel | - Bring Him Home (Les Misérables) por Josh Groban coreografía por Stéphane Lambiel                                           |
| 2015–2016 | - Puttin' On the Ritz de Irving Berlin por Taco, Robbie Williams coreografía por Benoît Richaud                                                                                  | - Adagio for Tron (Tron: Legacy) por Daft Punk coreografía por Benoît Richaud | - Puttin' On the Ritz de Irving Berlin por Taco, Robbie Williams coreografía por Benoît Richaud                              |
| 2014–2015 | - Jazz Machine de Black Machine - Hey! Pachuco! (The Mask) coreografía por Benoît Richaud                                                                                        | - Adagio for Tron (Tron: Legacy) por Daft Punk coreografía por Benoît Richaud | - Heart Upon My Sleeve - Shame On Me de Avicii                                                                               |
| 2013–2014 | - Jazz Machine de Black Machine - Hey! Pachuco! (The Mask) coreografía por Benoît Richaud                                                                                        | - The Nutcracker de Pyotr Ilyich Tchaikovsky coreografía por Benoît Richaud | |

## Palmarés internacional
| Campeonato Europeo | Campeonato Europeo | Campeonato Europeo | Campeonato Europeo |
| Año                | Lugar              | Medalla            | Categoría          |
| ------------------ | ------------------ | ------------------ | ------------------ |
| 2022               | Tallin (Estonia)   | Medalla de bronce  | Individual         |